# Segmentina servaini
Segmentina servaini е вид охлюв от семейство Planorbidae.

## Разпространение и местообитание
Видът е разпространен в Австрия, Албания, Андора, Белгия, Босна и Херцеговина, България, Ватикана, Великобритания (Северна Ирландия), Германия, Гибралтар, Гърнси, Гърция, Джърси, Ирландия, Испания, Италия, Казахстан, Латвия, Литва, Лихтенщайн, Люксембург, Малта, Ман, Монако, Нидерландия, Полша, Португалия, Северна Македония, Румъния, Русия (Западен Сибир), Сан Марино, Свалбард и Ян Майен, Словакия, Словения, Сърбия (Косово), Унгария, Франция, Хърватия, Черна гора, Чехия и Швейцария.
Обитава сладководни басейни и реки.